# Maravirok

Strukturformel

Maravirok (Celsentri) är ett läkemedel mot HIV, som hämmar R5-HIV från att infektera celler. Detta sker genom att maravirok blockerar den "port" som HIV viruset använder sig av.
Eftersom maravirok inte är verksamt mot den andra typen av HIV virus X4 så testas alla patienter innan de behandlas med maravirok. Det säljs av Pfizer och är sedan 2007 godkänt för försäljning i Europa.